# Antoon Vandevelde
Antoon Vandevelde (1952) is een Belgisch filosoof, econoom en professor emeritus. Hij was als gewoon hoogleraar verbonden aan het Hoger Instituut voor Wijsbegeerte en de faculteit Economie en Bedrijfswetenschappen van de KU Leuven. Hij was onderzoekscoördinator aan het centrum voor Ethiek, Sociale- en Politieke wijsbegeerte en werd op 10 mei 2006 verkozen als decaan van de faculteit wijsbegeerte. Hij werd opgevolgd in 2013 door Bart Raymaekers.
Zijn vakgebied beslaat de moraalfilosofie, waaronder meer in het bijzonder: de sociale rechtvaardigheid, de filosofie van de sociale zekerheid, het samengaan van economie en ethiek en de geluksfilosofie.

## Enkele belangrijke publicaties
- Luyten, J., Vandevelde, A., Van Damme, P., Beutels, P. (2011). Vaccination Policy and Ethical Challenges Posed by Herd Immunity, Suboptimal Uptake and Subgroup Targeting. Public Health Ethics, 4 (3), 280-291.
- Alexander, J., Vandevelde, A. (2006). Capitalism recycled. Frontline, 23 (23), 86-89.
- Vandevelde, A. (2005). What do we owe the world's poor? International justice in an era of globalisation. Ethical Perspectives: Journal of the European Ethics Network, 12 (4), 481-496.
- Vandevelde, A. (2005). Beyond liberalism?. Frontline, 22 (4), 18-19.
- Engelen, B., Vandevelde, A. (2004). The Ethics of Sex Selection for Non-Medical Reasons: A Defence of Common Sense. Ethical Perspectives: Journal of the European Ethics Network, 11 (1), 86-89.
- Vandevelde, A. (2004). Ethische aspekten van de fiscale amnestie. Algemeen Fiscaal Tijdschrift, 55, 31-37.
- Vandevelde, A. (2004). Editorial. Ethical Perspectives: Journal of the European Ethics Network, 11 (4), 213-214.
- Vandevelde, A. (2003). Does frugality make sense? Economic strategies on a philosophical scene. Ethical Perspectives: Journal of the European Ethics Network, 10 (2), 103-105.
- Vandevelde, A., Van Gerwen, J. (2001). Ethical aspects of debt reduction for the poorest countries. Ethical Perspectives: Journal of the European Ethics Network, 8 (1), 3-17.
- Vandevelde, A. (2000). Régler l'appropriation des signes de richesse. L'économie comme science morale et politique. Rue Descartes (28), 21-39.
- Vandevelde, A. (1997). Communitarianism and patriotism. Ethical Perspectives: Journal of the European Ethics Network, 4 (3), 180-190.
- Vandevelde, A. (1997). Basisinkomen, arbeid en reële vrijheid: over het werk van Philippe Van Parijs. Tijdschrift voor Filosofie, 59 (4), 666-697.
- Vandevelde, A. (1997). Basic income, work, and real freedom. A comment on Philippe Van Parijs. Tijdschrift voor Filosofie, 59 (4), 666-697.
- Vandevelde, A. (1996). Participation, immortality and the gift economy: an introduction to the work of Burkhard Sievers. Ethical Perspectives: Journal of the European Ethics Network, 3 (3), 123-127.
- Vandevelde, A. (1995). Does 'applied ethics' have a right to exist?. Ethical Perspectives: Journal of the European Ethics Network, 2 (1), 44-49.
- Vandevelde, A. (1993). Rationality and reasonableness. International Studies in the Philosophy of Science, 7 (1), 85-86.
- Vandevelde, A. (1992). Schaarste en overvloed: een sociaalfilosofische reflectie over de milieukrisis. Tijdschrift voor Filosofie, 54 (1), 16-41.
- Vandevelde, A. (1990). Economische methodologie: een overzicht. Economisch en Sociaal Tijdschrift, 44 (3), 339-364.